# Juli Escarguel
Juli Escarguel (en francés : Jules Escarguel, Perpinyà 1861 - 1930) fou un periodista i humorista nord-català. Era fill de Lazare Escarguel, el primer alcalde republicà de Perpinyà. Del 1893 al 1898 fou director i redactor en cap del diari L'Indépendant, on amb Horace Chauvet, Jean Paul i Pierre Lefranc es mostrà partidari d'una ortografia unificada del català i defensà el programa polític ni réaction, ni révolution, defensant la llibertat i la justícia però sense caure en el socialisme. Sovint s'enfrontà ideològicament a Le Roussillon, portaveu de la dreta clerical rossellonesa, i va canviar alguns cops d'opinió durant el desenvolupament de l'afer Dreyfus.

## Obres
- Carnets de route de Jean-Paul, précédés d'une étude sur Jules Escarguel, journaliste, pour Horace Chauvet Perpignan: impr. de l'Indépendant, 1931 (recull d'articles)